# Maryna Słucka
Maryna Uładzimirauna Słucka (biał. Марына Уладзіміраўна Слуцкая; ur. 9 lipca 1991 r.) – białoruska judoczka, dwukrotna mistrzyni Europy, złota medalistka igrzysk europejskich, brązowa medalistka uniwersjady, siedmiokrotna mistrzyni Białorusi (2010, 2011, 2012, 2013, 2014, 2016, 2017).